# Антонио Пагудо
Антонио Пагудо (на испански: Antonio López Pagudo) е испански актьор, известен от испанския комедиен сериал „Новите съседи“.

## Биография и творчество
Антонио Пагудо е роден на 2 февруари 1977 г. в Гранада, Испания. Кариерата му е предимно в театъра, но също така има опит в телевизията и дори в киното. В театъра, Yllana е компанията, с която е заедно повече от десет години. Тя е част от предавания като „Spingo“ и „Star Trip“. Но славата му идва с ролята на Хавиер Марото в сериала „Новите съседи“.
Също така работи за „Canal Sur“ в продължение на две години в сериала „Мирта“. На големия екран участва в независими проекти, като например „Чичо ми Расо“ на Тачо Гонзалес. През 2014 г. той играе ролята на Федриас в „Евнухът“, комедия режисирана от Пеп Антон Гомес.

## Филмография
| Година      | Сериал                        | Роля                 |
| ----------- | ----------------------------- | -------------------- |
| 2004 – 2005 | „Мирта“                       | Хуан                 |
| 2005 – 2007 | „Cuéntame cómo pasó“          | Серхио               |
| 2007 – 2018 | „Новите съседи“ (122 епизода) | Хавиер „Хави“ Марото |